# Миллуорд (тауншип, Миннесота)
Миллуорд (англ. Millward) — тауншип в округе Эйткин, Миннесота, США. На 2000 год его население составило 69 человек.

## География
По данным Бюро переписи населения США площадь тауншипа составляет 184,9 км², из которых 184,8 км² занимает суша, а 0,1 км² — вода (0,07 %).

## Демография
По данным переписи населения 2000 года здесь находились 69 человек, 30 домохозяйств и 21 семья. Плотность населения —  0,4 чел./км². На территории тауншипа расположено 78 построек со средней плотностью 0,4 построек на один квадратный километр. Расовый состав населения: 94,20 % белых, 1,45 % коренных американцев и 4,35 % азиатов.
Из 30 домохозяйств в 23,3 % воспитывались дети до 18 лет, в 50,0 % проживали супружеские пары, в 6,7 % проживали незамужние женщины и в 30,0 % домохозяйств проживали несемейные люди. 26,7 % домохозяйств состояли из одного человека, при том ни в одном из них не проживали одинокие пожилые люди старше 65 лет. Средний размер домохозяйства — 2,30, а семьи — 2,67 человека.
23,2 % населения — младше 18 лет, 2,9 % — в возрасте от 18 до 24 лет, 17,4 % — от 25 до 44, 44,9 % — от 45 до 64, и 11,6 % — старше 65 лет. Средний возраст — 50 лет. На каждые 100 женщин приходилось 155,6 мужчин. На каждые 100 женщин старше 18 приходилось 130,4 мужчин.
Средний годовой доход домохозяйства составлял 21 250 долларов, а средний годовой доход семьи —  21 875 долларов. Средний доход мужчин —  39 375  долларов, в то время как у женщин — 18 750. Доход на душу населения составил 14 060 долларов. За чертой бедности находились 14,3 % семей и 16,7 % всего населения тауншипа, из которых 83,3 % младше 18 лет.